# شلیل انجیری

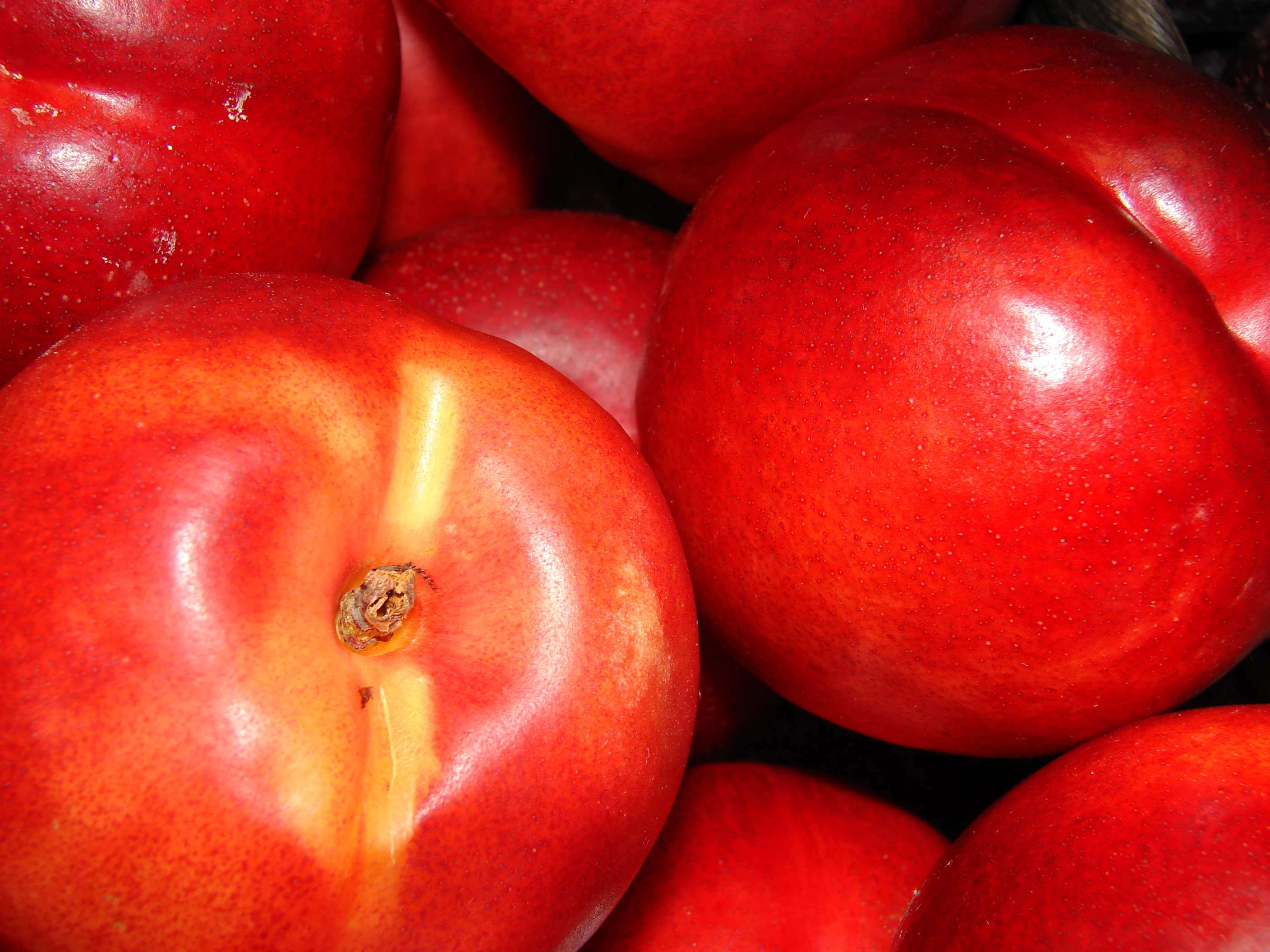
شلیل انجیری

شلیل انجیری با نام علمی Prunus persica nucipersica  که در زبان انگلیسی به آن Donut Nectarines می‌گویند  که به خاطر شکل شبیه دونات آن می‌باشد.
میوهٔ شلیل انجیری دارای شکل متمایزی می‌باشد، اندازه آن متوسط است و شبیه میوه هلو انجیری می‌باشد ولی برخلاف آن فاقد پرز می‌باشد.
درخت آن از ارقام زود بازده و جدید شلیل است. میوه آن در اواخر تیرماه می‌رسد و عمر اقتصادی درخت آن ۱۰ سال برآورد می‌شود و میوه‌ای تابستانی است.
پایهٔ نهال آن شفتالو بذری است. 